# جيمس آلان أبراهامسون
جيمس أ. أبراهامسون (بالإنجليزية: James Alan Abrahamson) هو طيار وضابط أمريكي، ولد في 19 مايو 1933 في ويليستون في الولايات المتحدة.

## روابط خارجية
- جيمس أ. أبراهامسون على موقع مونزينجر (الألمانية)